# Harveya huttonii
Harveya huttonii är en snyltrotsväxtart som beskrevs av William Philip Hiern. Harveya huttonii ingår i släktet Harveya och familjen snyltrotsväxter. Inga underarter finns listade i Catalogue of Life.